# Павшино (Тихвинский район)
Павшино — деревня в Горском сельском поселении Тихвинского района Ленинградской области.

## История
Усадище Павшино упоминается в переписи 1710 года в Егорьевском Пашекожельском погосте Нагорной половины Обонежской пятины.
Деревня Пашкино упоминается на карте Новгородского наместничества 1792 года А. М. Вильбрехта.
Как деревня Павшина она обозначена на «Специальной карте западной части России» Ф. Ф. Шуберта 1844 года.

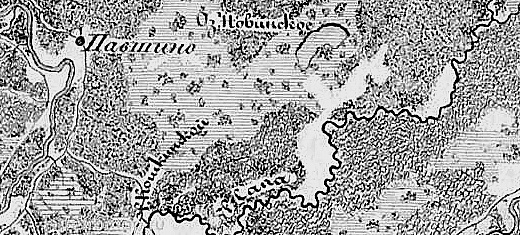
Деревня Павшино на семитопографической карте Новгородской губернии 1847 года

ПАВШИНО — деревня Павшинского общества, Пашекожельского прихода. Река Паша.

Крестьянских дворов — 20. Строений — 34, в том числе жилых — 24.

Число жителей по семейным спискам 1879 г.: 43 м. п., 49 ж. п.

В конце XIX века деревня относилась к Новинской волости 2-го стана, в начале XX века — к Новинской волости 1-го земского участка 1-го стана Тихвинского уезда Новгородской губернии.
В начале XX века близ деревни на берегу реки Паша находилась сопка высотой до 2 аршин.

ПАВШИНО — деревня Павшинского общества, дворов — 24, жилых домов — 30, число жителей: 64 м. п., 59 ж. п.
 
Занятия жителей — земледелие, лесные заработки. Река Паша. (1910 год)

С 1917 по 1918 год деревня Павшино входила в состав Новинской волости Тихвинского уезда Новгородской губернии. 
С 1918 года в составе Череповецкой губернии.
С 1924 года в составе Прогальской волости.
С 1927 года в составе Городокского сельсовета Тихвинского района.
В 1928 году население деревни Павшино составляло 125 человек.
Согласно карте Ленинградской области Северо-западного аэрогеодезического треста ГГУ издания 1932 года деревня насчитывала 14 крестьянских дворов.
По данным 1933 года деревня Павшино входила в состав Городокского сельсовета.
В 1958 году население деревни Павшино составляло 42 человека.
По данным 1966 и 1973 годов деревня Павшино также входила в состав Городского сельсовета.
По данным 1990 года деревня Павшино входила в состав Горского сельсовета.
В 1997 году в деревне Павшино Горской волости проживали 4 человека, в 2002 году — 7 человек (русские — 86 %).
В 2007 году в деревне Павшино Горского СП проживали 8 человек, в 2010 году — также 8.

## География
Деревня расположена в западной части района на автодороге 41К-901 (Павшино — Новый).
Расстояние до административного центра поселения — 20 км.
Расстояние до ближайшей железнодорожной станции Тихвин — 45 км.
Деревня находится на правом берегу реки Паша. К востоку от деревни находится болото Гладкий Мох.

## Демография
| 1879 | 1910 | 1928 | 1958 | 1997 | 2002 | 2007 |
| ---- | ---- | ---- | ---- | ---- | ---- | ---- |
| 92   | ↗123 | ↗125 | ↘42  | ↘4   | ↗7   | ↗8   |
| 2010 | 2017 |      |      |      |      |      |
| →8   | →8   |      |      |      |      |      |

### Национальный состав
Согласно данным Всероссийской переписи населения 2021 года в деревне проживали 6 человек, все русские.

## Улицы
Новосельская.